# C. D. Abbott
C. D. Abbott (* vor 1840; † 20. März 1864 in La Salle, Illinois) war ein US-amerikanischer Geiger und Komponist. Er war für seine Auftritte bei diversen Minstrel Shows bekannt.

## Leben
C. D. Abbott war 1847 Erster Geiger der Christy’s Minstrels. 1849 war er Erster Geiger der Campbell Minstrels. Im Januar des Jahres gastierten sie in der American Hall in Hartford und im Februar in der Concert Hall in Buffalo. Zuvor gastierten sie fünf Monate in New York. Bei ihren Auftritten wurden neben Stücken aus bekannten Opern auch Kompositionen C. D. Abbotts aufgeführt. In den folgenden Jahren reiste er mit dem Ensemble durch die Vereinigten Staaten. Von Dezember 1854 bis März 1855 war er als musikalischer Direktor mit den Christy’s Minstrels in San Francisco. 1855 wurde er Mitglied der Backus Minstrels und begab sich mit ihnen auf eine Welttournee, die ihn nach Mexiko, Südamerika und Australien führte. In deren Verlauf gastierten sie im September des Jahres in Honolulu. Ab dem 2. Oktober 1855 spielten sie mehrere Wochen im Royal Victoria Theatre in Sydney und am 3. und 4. Dezember in Coppin’s Olympic in Melbourne. Zu Beginn 1856 gastierten sie in Tasmanien, so im Januar in Hobart und im Februar in Launceston. Mitte Februar ging es wieder nach Melbourne und am 5. April 1856 gaben die Backus Minstrels im Royal Victoria Theatre in Sydney ihr Abschiedskonzert. Nun begab er sich wieder auf Tournee an die Ostküste der USA und nach New York. Von September 1856 bis März 1858 reiste er durch diverse Minenstädte in Nordamerika und bis 1859 hielt er sich wieder in San Francisco auf. Später schloss Abbott sich wieder den Campbell Minstrels an. So führte sie 1862 wieder eine Konzerttournee durch die Vereinigten Staaten. Sie gastierten am 13. und 14. März in der Metropolitan Hall in Davenport und am 17. und 18. März 1862 in der Tremont Hall in Muscatine. Im Gegensatz zu den früheren Konzerttourneen, bei denen in den Vorankündigungen meist alle acht Künstler genannt wurden, wurde 1862 nur noch C. D. Abbott als Solist in den Vorankündigungen besonders hervorgehoben aufgeführt. Am 20. März 1864 starb Abbott in La Salle, Illinois.

## Werke (Auswahl)
- Christy’s Polka, 1847 publiziert von Jaques & Brother in New York und Oliver Ditson in Boston. Diese Polka tanzten C. N. Christy und T. Vaughn von den Christy’s Minstrels bei ihrer Minstrel Show[Digitalisat 1]
- Gingers Wedding. Text: Thomas Vaughn. Der Song wurde 1847 von Jaques & Brother in New York publiziert und von den Christy’s Minstrels bei ihren Minstrel Shows gesungen.[Digitalisat 2]
- Rosa Dear. Text. E. P. Christy. Der Song wurde 1847 von Jaques & Brother in New York publiziert und von den Christy’s Minstrels bei ihren Minstrel Shows gesungen.[Digitalisat 3]
- Abbott’s Polka wurde 1848 von Jaques & Brother in New York publiziert. Diese Polka tanzten C. N. Christy und T. Vaughn von den Christy’s Minstrels bei ihrer Minstrel Show[Digitalisat 4]
- The coloured Orphan Boy [Der farbige Waisenjunge], publiziert von G. W. Brainard & Co. in Louisville, von S. Brainard & Co. in Cleveland, von Oliver Ditson in Boston und Wm. Hall & Son in New York. Der Song ist J. H. Burdett gewidmet und von S. C. Campbell von den Campbell Minstrels bei ihren Minstrel Shows gesungen.[Digitalisat 5][13]
- The badger Polka wurde 1850 von Firth Pond & Co in New York und von G. F. Ilsley in Milwaukee publiziert und wurde Louise Hull gewidmet.[Digitalisat 6]
- Abbott’s Quick Step

## Digitalisate
1. ↑  Christy's Polka als Digitalisat in der Library of Congress
2. ↑  Gingers Wedding als Digitalisat im Museo internazionale e biblioteca della musica di Bologna.
3. ↑  Rosa Dear als Digitalisat in der Library of Congress
4. ↑  Abbott's polka als Digitalisat in der Library of Congress
5. ↑  Color'd orphan boy als Digitalisat in der Library of Congress
6. ↑  The badger polka als Digitalisat in der Library of Congress
7. ↑  Abbott, C D. In: Helene Wickham Koon: Gold Rush performers : a biographical dictionary of actors, singers, dancers, musicians, circus performers and minstrel players in America's Far West, 1848 to 1869. McFarland & Co Inc., Jefferson, North Carolina 1994, ISBN 0-89950-923-1, S. 3 als Digitalisat bei Archive.org